# Giuseppe Caimi
(Vittorio Pozzo in "I ricordi di Pozzo", Il Calcio Illustrato, Milano 1949-50)
Giuseppe Polidoro Caimi (Milano, 19 dicembre 1890 – Ravenna, 26 dicembre 1917) è stato un militare e calciatore italiano, di ruolo centrocampista. Durante la prima guerra mondiale si arruolò volontario nel Corpo degli alpini, distinguendosi particolarmente nei combattimenti, tanto da venire decorato con una Medaglia d'oro e tre d'argento al valor militare.

## Biografia
Figlio di Carlo ed Irene Jordan, compì i primi studi nel Collegio Calchi-Taeggi, passando poi all'istituto Longone e quindi iniziando a frequentare il Politecnico di Milano. Atleta schermidore dal fisico prestante, militò nell'Inter dal 1911 al 1913, giocando 23 gare in due campionati di massima divisione, in cui la squadra si piazzò rispettivamente al quarto e al terzo posto nel proprio girone. Aveva un fratello, Marco (Caimi II), nato a Milano il 26 marzo 1893,  calciatore del Nazionale Lombardia di Milano e deceduto militare in guerra nel 23 settembre 1918 a Ravenna. Caimi Giuseppe dai compagni del Politecnico era soprannominato Polidoro (la caratteristica macchiette del cinema) perché sapeva imitare le gesta dei suoi compagni. Al termine del Campionato 1911-12 giocò due gare amichevoli nelle file del Milan (7 aprile 1912: Milan - English Wanderers 2-4 e 8 aprile 1912: Milan -English Wanderers 1-8.
Nel 1912 fu convocato inizialmente da Vittorio Pozzo nella squadra nazionale per le Olimpiadi di Stoccolma, ma all'ultimo momento fu depennato dallo stesso dalla lista dei partecipanti alla manifestazione sportiva, in quanto, secondo alcuni, Caimi era stato sorpreso in un night di Milano mentre gridava testualmente: "Svedesone bionde, aspettatemi, arriva Caimi!". Venutolo a sapere, Pozzo decise di escluderlo dalle convocazioni.

### La morte in guerra
Allo scoppio della prima guerra mondiale si arruolò volontario venendo inserito nelle file del 5º Reggimento alpini come sottotenente di complemento distinguendosi in ardite ricognizioni notturne sul Panarotta. Passato successivamente nel Battaglione "Feltre" del 7º Reggimento alpini con il grado di tenente comandante il Plotone esploratori; si distinse sul Monte Cauriol insieme a Gabriele Nasci e Angelo Manaresi. Ferito una prima volta il 14 marzo 1916 nella battaglia di Santa Maria di Novaledo, fu decorato con la Medaglia d'argento al valor militare.
A Sant'Andrea di Valsugana si guadagnò una seconda Medaglia d'argento al valor militare che rifiutò in cambio di una promozione a tenente in servizio permanente effettivo per merito di guerra. Dopo la sconfitta di Caporetto seguì la ritirata del suo battaglione fino a Montebelluna, venendo decorato con una seconda Medaglia d'argento al valor militare sul Monte Taz il 21 novembre 1917.
Nei giorni immediatamente successivi alla conclusione della Prima battaglia del Piave, si trovò coinvolto nei combattimenti che portarono alla stabilizzazione del fronte del Grappa-Piave fino alla successiva Battaglia del solstizio.
Ferito gravemente il 14 dicembre 1917 sul Monte Valderoa, un'altura del Massiccio del Grappa, morì il 26 dicembre dello stesso anno all'ospedale della Croce Rossa di Ravenna per le ferite riportate e meritando la Medaglia d'oro al valor militare per il coraggio dimostrato, successivamente assegnatagli con Regio Decreto 23 ottobre 1921.
Il comune di Milano gli ha intitolato  dapprima una via antistante il vecchio Ospedale Maggiore , una nella zona dell'Università Bocconi. e la piscina G. Caimi (1939).

### Periodici
- Vittorio Pozzo, "I ricordi di Pozzo", in Il Calcio Illustrato, Milano 1949-50.
- Mimmo Carratelli in Guerin Sportivo, numero 9 del 1986, pag. 101.